# Виза R
Виза R (англ. R visa) — категория неиммиграционных виз, позволяющая въезжать в Соединённые Штаты Америки для работы в качестве религиозного деятеля. Была введена после принятия Конгрессом Закона об иммиграции 1990 года.

## Типы визы

### R-1
Виза R-1 выдаётся иностранцам, которые временно приезжают в Соединённые Штаты для работы по крайней мере неполный рабочий день в качестве религиозных деятелей. Заявитель может работать в некоммерческой религиозной организации США, религиозной организации, которая имеет разрешение на использование освобождения от группового налога или в некоммерческой организации, связанной с религиозной конфессией в США. Заявитель на данную визу должен проработать не менее двух лет в качестве члена религиозной конфессии и работать не менее 20 часов в неделю в учреждении, находясь в США. В дополнение к духовенству визу могут получать религиозные братья, религиозные сёстры и миряне-миссионеры.
Максимальная начальная продолжительность пребывания составляет 30 месяцев, за исключением тех, кто проживает за пределами США и приезжает в них, и продление может быть предоставлено ещё на 30 месяцев. В общей сложности по истечении 5 лет физическое лицо должно проживать за пределами Соединённых Штатов в течение одного года, прежде чем повторно подать заявление на визу.
Неиммиграционные визы R отличаются от Специальной иммиграционной программы для религиозных работников, не являющихся служителями, тем, что визы категории R являются постоянной частью иммиграционного законодательства США (в соответствии с Законом об иммиграции и гражданстве). Специальная иммиграционная программа для религиозных работников, не являющихся служителями, представляет собой отдельную категорию виз, которая была создана в 1990 году, и имеет установленный законом лимит в 5000 работников. 

### R-2
Виза R-2 выдаётся супругам или детям в возрасте до 21 года держателей визы R-1. Статус обладателя визы R-2 зависит от статуса заявителя визы R-1. Лица, пребывающие в США по визе R-2, не имеют права работать, но могут посещать школу. Для того, чтобы претендовать на визу R-2, основной заявитель на визу R-1 должен иметь возможность продемонстрировать, что он может финансово обеспечивать себя и своих иждивенцев. Также лица, пребывающие в США по визе R-2, имеют право подать заявление на постоянное проживание. 

## Статистика выдачи виз
| Год  | Количество выданных виз R-1 | Количество выданных виз R-2 | Всего    |
| ---- | --------------------------- | --------------------------- | -------- |
| 2007 | 10 372                      | 3 216                       | 13 588   |
| 2008 | ▼ 10 061                    | ▼ 2 941                     | ▼ 13 002 |
| 2009 | ▼ 2 771                     | ▼ 1 160                     | ▼ 3 931  |
| 2010 | ▲ 3 390                     | ▼ 1 107                     | ▲ 4 497  |
| 2011 | ▲ 3 717                     | ▲ 1 212                     | ▲ 4 929  |
| 2012 | ▲ 4 340                     | ▲ 1 375                     | ▲ 5 715  |
| 2013 | ▲ 4 754                     | ▲ 1 394                     | ▲ 6 148  |
| 2014 | ▼ 4 599                     | ▲ 1 524                     | ▼ 6 123  |
| 2015 | ▼ 4 572                     | ▲ 1 684                     | ▲ 6 256  |
| 2016 | ▲ 4 764                     | ▼ 1 660                     | ▲ 6 424  |
| 2017 | ▲ 4 942                     | ▲ 1 889                     | ▲ 6 831  |
| 2018 | ▼ 4 607                     | ▼ 1 700                     | ▼ 6 307  |
| 2019 | ▼ 4 583                     | ▲ 1 705                     | ▼ 6 288  |
| 2020 | ▼ 1 732                     | ▼ 667                       | ▼ 2 399  |